# Tubulipora notomala
Tubulipora notomala är en mossdjursart som först beskrevs av Busk 1875.  Tubulipora notomala ingår i släktet Tubulipora och familjen Tubuliporidae. Inga underarter finns listade i Catalogue of Life.